# El Tarra (kommun)
El Tarra är en kommun i Colombia.   Den ligger i departementet Norte de Santander, i den norra delen av landet, 500 km norr om huvudstaden Bogotá. Antalet invånare är 10 772.